# Centro de Atletismo del Parque Olímpico de Sídney
El Centro de Atletismo del Parque Olímpico de Sídney es un estadio multiusos ubicado en el Parque Olímpico de Sídney, Australia. Tiene una capacidad de 5000 espectadores. También fue sede del Campeonato Mundial Juvenil de Atletismo de 1996 y sirvió como pista de calentamiento durante los Juegos Olímpicos de 2000, estando conectada por un túnel al Stadium Australia, donde se llevaron a cabo las competiciones olímpicas. Desde 1994 ha sido un lugar frecuente de los Campeonatos de Atletismo de Australia.